# Svante Rydberg
Svante Rydberg, född 1948 i Ludvika, är en svensk målare.
Rydberg studerade vid Pernbys målarskola i Stockholm, samt två terminer på Konstakademin i Rom. Separat har han ställt ut på bland annat Konstnärshuset i Stockholm, Dalarnas museum, Nyköpings konstmuseum och Stora Kopparbergs museum i Falun. Han har medverkat i samlingsutställningarna Liljevalchs vårsalonger, Dalasalongen, Norrlandssalongen. Stockholm Art Fair samt några internationella utställningar i Hamburg, Paris, Aten och Tunis. Bland hans offentliga arbeten märks utsmyckningar för Falu lasarett och Ludvika lasarett, Leksands gymnasium, en fontänskulptur i Ludvika samt en stor graffitimålning vid Kvarnsvedens pappersbruk. Hans konst består till stor del av landskapsmålningar. Rydberg finns representerad vid Dalarnas museum, Statens konstråd och i ett flertal kommuner och  landsting.